# Ituporanga (tiểu vùng)
Ituporanga là một tiểu vùng thuộc bang Santa Catarina, Brasil. Tiều vùng này có diện tích 1530 km², dân số năm 2007 là 51193 người.